# David Newman
David Louis Newman (Los Angeles, Califórnia, 11 de Março de 1954) é um compositor estadunidense filho do compositor Alfred Newman e irmão do compositor Thomas Newman.
É mais conhecido por compor trilhas sonoras para comédias.

## Filmes
- 2009 My Life in Ruins
- 2008 The Spirit
- 2007 Norbit
- 2005 Are We There Yet?
- 2004 Scooby-Doo 2: Monstros à Solta
- 2003 The Cat in the Hat
- 2003 Duplex
- 2002 Scooby-Doo
- 2002 Ice Age
- 2001 Dr. Dolittle 2
- 2000 102 Dalmatians
- 2000 The Nutty Professor II: The Klumps
- 2000 The Flintstones in Viva Rock Vegas
- 1999 Galaxy Quest
- 1997 Anastasia
- 1996 Matilda
- 1996 The Nutty Professor
- 1996 The Phantom
- 1994 The Flintstones